# Марьянское (Днепропетровская область)
Марья́нское (укр. Мар'янське) — село,
Марьянский сельский совет,
Апостоловский район,
Днепропетровская область,
Украина.
Код КОАТУУ — 1220385501. Население по переписи 2023 года составляло 2349 человека.
Является административным центром Марьянского сельского совета, в который не входят другие населённые пункты.

## Географическое положение
Село Марьянское находится на правом берегу Каховского водохранилища,
выше по течению на расстоянии в 3 км расположено село Грушевка,
ниже по течению на расстоянии в 3 км расположен пгт Нововоронцовка (Херсонская область).
Село разделено на две части большим заливом (бывшая река Терновка).
Около села находится входной каскад канала Днепр — Кривой Рог.
Через село проходят автомобильные дороги Н-23 и Т-0403.

## История
- XVIII век — дата основания как село Терновка.
- 1787 год — село Терновка и несколько соседних хуторов были объединены в село Марьянское.
- 1954—1959 года — при строительстве Каховского водохранилища часть села была перенесена на новое место. Было перенесено около 1000 домов.

## Экономика
- ООО «Авиас-2000».
- ДПП Кривбасспромводоснабжение.
- «Днипро», аграрно-коллективное объединение.
- «Агропромсоюз», ООО.
- Марьянское потребительское общество.

## Объекты социальной сферы
- Марьянская начальная школа.
- Школа № 1.
- Школа № 2.
- Музей истории села Марьянское.
- Библиотека.